# Tiger Suit
Tiger Suit é o terceiro álbum de estúdio da cantora KT Tunstall, lançado em setembro de 2010.

## Faixas
1. Uummannaq Song
2. Glamour Puss
3. Push That Knot Away
4. Difficulty
5. Fade Like A Shadow
6. Lost
7. Golden Frames
8. Come On, Get In
9. (Still A) Weirdo
10. Madame Trudeaux
11. The Entertainer

## Singles
- (Still A) Weirdo
- Fade Like A Shadow
- Come On, Get In